# Selenocosmia crassipes
A Selenocosmia crassipes é também conhecida como Tarântula australiana ou ainda Caranguejeira Apitando Ladrando - nomes esses, dados por sua origem australiana, mais especificamente de Queensland, e pelos sons produzidos por ela friccionando suas teias e seus órgãos sensoriais dianteiros. Geralmente elas emitem esses sons quando se sentem ameaçadas. Seu corpo é grande e pesado, sua cor varia entre chocolate e o marrom.

## Características

### Comportamento
Não são muito agressivas, muito utilizadas como bichos de estimação (PETS), mas deve-se tomar cuidado para limpar seu ninho e não é indicada para ser manuseada com as mãos. Seu veneno é fraco, mas sua picada é bastante dolorosa devido ao tamanho de suas presas.

### Tamanho
Em média 16 centímetros de extensão. O tamanho varia de acordo com a disponibilidade de água e alimento na região.

### Alimentação
Podem comer pássaros, roedores, lagartos, sapos e também têm comportamento canibalístico, podendo comer outras aranhas.

### Habitat
Vivem em tocas rasteiras que são encontradas disponíveis ou são escavadas pelos próprios indivíduos e revestidos por uma fina camada de teia. A profundidade de suas tocas varia de 40–100 cm de profundidade, não tendo ligação alguma com o tamanho da aranha. A temperatura em torno dos 20 °C.

### Tempo de vida e reprodução
Diferente das outras espécies de tarântulas, os machos dessa dificilmente morrem após a cópula, permitindo uma vida mais longa para os machos desta espécie, em média vivem 5 anos. E as fêmeas até 12  anos.
Colocam cerca de 50 ovos em um pequeno saco de 30mm de diâmetro, que ficam protegidos na toca, por uma tampa resistente de seda. No momento do nascimento, os filhotes fazem sua primeira refeição por alimento deixado pela mãe dentro da toca, antes de sair para sua vida independente, diferenciando-se das outras espécies que não possuem nenhuma ajuda maternal após o nascimento.

### Ameaça
A espécie vem sendo ameaçada em algumas regiões da Austrália, pelo fato dela ser extraída da natureza para ser comercializada.